# 中廍
中廍，是臺灣高雄市小港區的一個傳統地域名稱，位於該區中部偏東。相較於今日行政區，其範圍大致包括山明里北半部不含西北部及東北部邊界地帶及西部中央凸出部分的西端、鳳宮里東北部邊界地帶中央偏南一小段、店鎮里東南部、大坪里西南部、坪頂里西北部。
本地區境內主要聚落為中廍、上塘，設有國立高雄餐旅大學（部分）。

## 歷史
台灣日治初期，中廍地區為一街庄，稱為「中廍庄」（舊制街庄），隸屬於鳳山上里。該庄昔日西邊北段及北邊與莿蔥腳庄為鄰，東與大坪頂庄為鄰，東南邊及南邊為二橋庄，西邊為店仔後庄。
1901年（日治明治三十四年）11月11日，全台廢縣廳改設二十廳，該庄隸屬於鳳山廳。1904年（明治三十七年）5月3日，該庄編入「空地仔區」，隸屬於鳳山廳。1909年（明治四十二年）10月25日，全台合併二十廳為十二廳，空地仔區改隸屬於臺南廳。1920年（大正九年）10月1日，全台地方制度大改正，廢十二廳改設五州二廳，該庄改制為「中廍」大字，隸屬於高雄州鳳山郡小港庄（新制街庄）。
戰後小港庄改制為小港鄉，隸屬於高雄縣，大字亦改制為村。1950年（民國39年）10月1日，高、屏分治，小港鄉仍隸屬於高雄縣。1979年（民國68年）7月1日，省轄高雄市升格為院轄高雄市，同時將小港鄉併入成為小港區，村亦改制為里。2010年（民國99年）12月25日，高雄縣、市合併為新院轄高雄市。

## 聚落
本地區發展較早的聚落為中廍、上塘、仙草領（仙草嶺，已消失）、後壁林（已消失），在日治初期的官方地圖上已有記載。

## 交通
省道台17線又稱「西部濱海公路」，是甲南至水底寮的幹道，經過本地區西南部。由該道路北行可前往小港區小港市區、前鎮區/鳳山區西南端、苓雅區、前金區/新興區交界地帶、前金區、三民區等地；南行可前往林園區、屏東縣新園鄉、東港鎮、林邊鄉等地。

## 學校
- 國立高雄餐旅大學（部分）